# П'ятигірська сільська рада (Тетіївський район)
| П'ятигірська сільська рада — колишній орган місцевого самоврядування у Тетіївському районі Київської області з адміністративним центром у с. П'ятигори. Історична дата утворення: в 1919 році. Водоймища на території, підпорядкованій даній раді: річка Молочна. Сільській раді були підпорядковані населені пункти: - с. П'ятигори - с. Молочне |

## Склад ради
Рада складалась з 16 депутатів та голови.

### Керівний склад ради
| ПІБ                | Основні відомості                                                         | Дата обрання | Дата звільнення |
| ------------------ | ------------------------------------------------------------------------- | ------------ | --------------- |
| Роїк Олег Іванович | Сільський голова, 1971 року народження, освіта, член народної партії      | 26.03.2006   | 31.10.2010      |
| Роїк Олег Іванович | Сільський голова, 1971 року народження, освіта вища, член Партії регіонів | 31.10.2010   |                 |

Примітка: таблиця складена за даними джерела